# Tobiasz Bernat
Tobiasz Bernat (ur. 12 stycznia 1983) – polski hokeista, reprezentant Polski.
Jego ojciec Adam oraz brat Mateusz (ur. 1987) także zostali hokeistami (ojciec był ponadto prezesem Zagłębia Sosnowiec).

## Kariera
- Zagłębie Sosnowiec (2001-2012)
- Orlik Opole (2003/2004)
- GKS Tychy (2012-2013)
- Ciarko PBS Bank KH Sanok (2013)
- GKS Katowice (2013-2014)
- Naprzód Janów (2014)
- Zagłębie Sosnowiec (2015-2018)

Został reprezentantem juniorskich kadr Polski: w barwach reprezentacji do lat 18 uczestniczył w turnieju mistrzostw Europy juniorów w 2000 (Grupa B) i 2001 (Dywizja II) oraz w barwach reprezentacji do lat 20 uczestniczył w turnieju mistrzostw świata juniorów w 2003 (Dywizja IB). Absolwent NLO SMS PZHL Sosnowiec z 2002. W późniejszych latach był kadrowiczem reprezentacji Polski seniorów.
Wieloletni zawodnik Zagłębia Sosnowiec. Na początku sezonu 2012/2013 przeszedł do GKS Tychy. Od maja do września 2013 w okresie przygotowawczym do sezonu był związany z klubem Ciarko PBS Bank KH Sanok.
Od maja 2014 do końca tego roku zawodnik Naprzodu Janów. Od stycznia 2015 ponownie zawodnik Zagłębia Sosnowiec.

## Sukcesy
Klubowe
- Złoty medal I ligi: 2005, 2015 z Zagłębiem Sosnowiec
- Brązowy medal mistrzostw Polski: 2013 z GKS Tychy